# Ada Willenberg
Ada Willenberg (Hebreeuws: עדה וילנברג), geboren als Krystyna Ada Lubelczyk (Warschau, 11 januari 1929), is een Poolse Holocaustoverlevende en de weduwe van Samuel Willenberg.

## Biografie

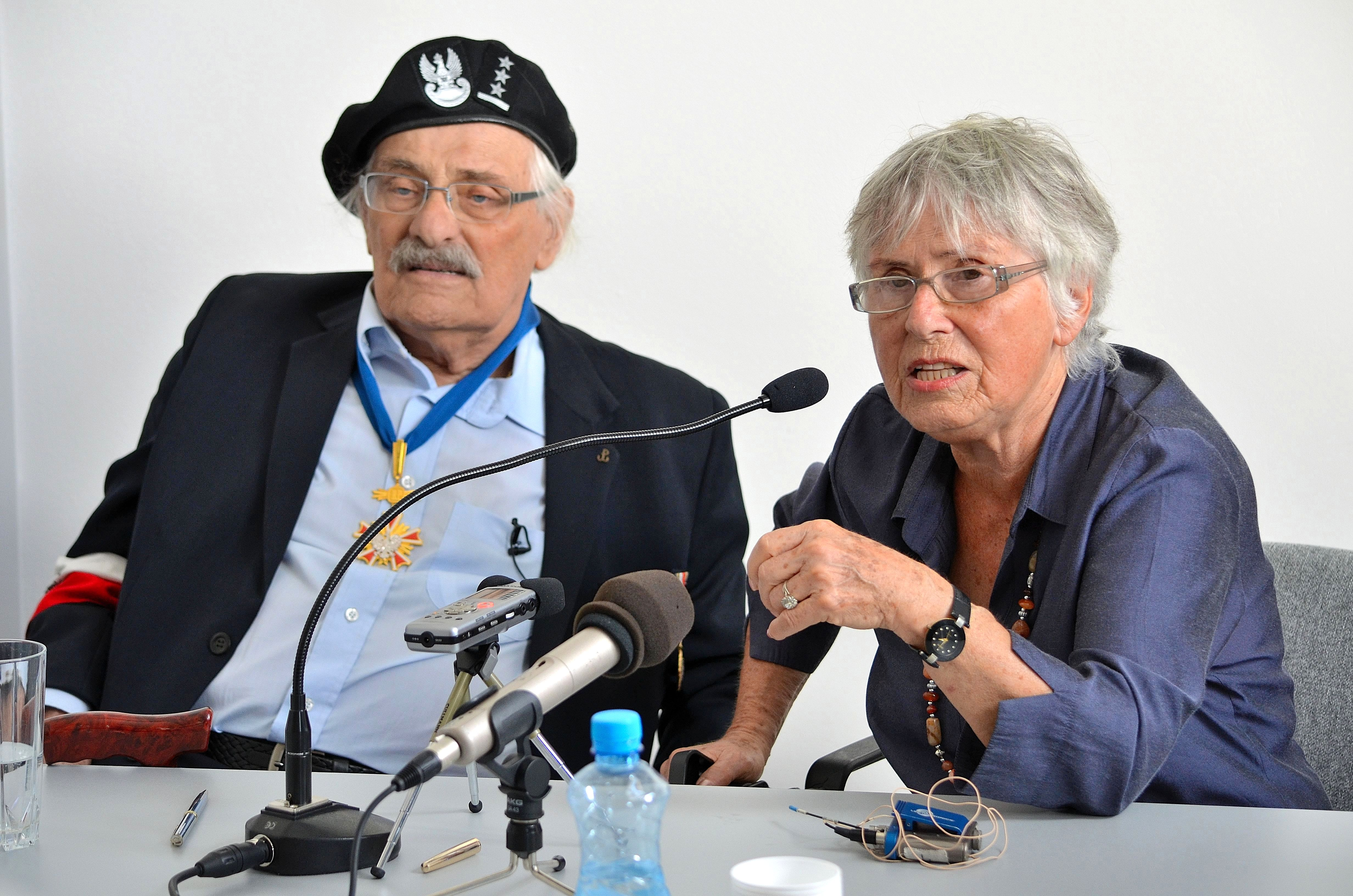
Ada Willenberg met haar man Samuel Willenberg in 2013

Ada Willenberg werd in januari 1929 in Warschau geboren. Ze woonde in het Joodse kwartier van deze stad, samen met haar ouders, grootmoeder en oom. Haar ouders hadden een lederwarenbedrijf, waar lederproducten werden geproduceerd voor (onder andere) Duitse bedrijven. De tienjarige Ada verhuisde in 1939, na de Duitse bombardementen op Warschau, naar Czyżew, maar kort daarna verhuisde het gezin naar een driekamerappartement in het getto van Warschau, waar ze samen met andere gezinnen woonden. Haar vader werd in de 1940 opgeroepen om voor het Rode Leger te dienen en is waarschijnlijk kort daarna aan het front overleden. Op 18 augustus 1942 werd haar moeder naar concentratiekamp Treblinka gedeporteerd, terwijl Ada en haar oma achterbleven in het getto. In maart 1943, een paar maanden voor de vernietiging van het getto, besloot ze over de muren van het getto te springen en voor haar leven te rennen. Ada kreeg hierbij hulp van mevrouw Majersky, die meerdere Joodse kinderen hielp om uit het getto te ontsnappen zodat ze bij Poolse families huishoudelijke klusjes konden verrichten. Ada werd als oppas van een 3-jarig kind van een Poolse familie ingeschakeld. In augustus 1944 werd ze echter op straat gezet. Op straat kwam de in tranen uitgebarste Ada een oudere Pool tegen, die haar hielp bij het krijgen van een valse identiteit. Zo kreeg Ada de naam Christina Malinovka en werkte ze tot het einde van de oorlog op een boerderij in Oschatz, Duitsland.

### Na de oorlog
In april 1945 keerde Ada terug naar Polen en begon aan de studie tandheelkunde. In de zomer van 1946 ontmoette zij Samuel Willenberg in Lodz, destijds een luitenant in het Pools leger, met wie zij in 1948 trouwde. Begin 1950 vluchtte het koppel samen met Maniefa Popow, de moeder van Samuel Willenberg, naar Israël, vanwege het stalinisme van de regerende Poolse Verenigde Arbeiderspartij. Het paar vestigde zich eerst in Tel Aviv en daarna in Udim. In 1960 kreeg het echtpaar een dochter, Orit Willenberg-Giladi, van wie zij drie kleinkinderen hebben. Ada en Samuel Willenberg reisden in hun latere leven samen vaak naar de vroegere concentratiekampen in Polen en vertelden daar over de Holocaust. Op 28 januari 2020 woonde Willenberg in Polen de opening van de tentoonstelling van de beeldhouwkunsten van haar man bij.
Willenberg spreekt meerdere talen, waaronder het Hebreeuws, Pools, Russisch en Frans.